# قطعنامه ۴۴۴ شورای امنیت
قطعنامه ۴۴۴ شورای امنیت سازمان ملل متحد که در تاریخ ۱۹ ژانویه ۱۹۷۹ تصویب شد، سندی بین‌المللی دربارهٔ اسرائیل-لبنان است. این قطعنامه طی نشست ۲٬۱۱۳ام با ۱۲ موافق، ۰ مخالف و ۲ ممتنع تصویب شد.